# 마법소녀 육성계획
《마법소녀 육성계획》(魔法少女育成計画)은 엔도 아사리가 집필한 일본의 라이트 노벨이다. 일러스트는 마루이노(マルイノ)가 담당하고 있다. 이 라이트 노벨이 굉장해! 문고(다카라지마샤)에서 2012년 6월부터 간행되고 있다.

## 등장인물

### 생존자
스노우화이트(일본어: スノーホワイト) / 히메카와 코유키(일본어: 姫河 小雪)
성우 - 토야마 나오
N시의 잘 알려진 마법소녀로 어릴 적부터 마법소녀를 동경해 오던 중학교 2학년 여자아이. 마법소녀일 때에는 하얀 세일러복을 입고 있다. 무인편에서 아무도 죽이지 않고 생존했지만, 이후 차갑고 냉정한 성격으로 변한다. 그 뒤 새로운 비극이 일어나지 않도록 악한 마법소녀를 체포한다. 마법은 곤란해하는 사람의 마음소리를 들을 수 있는 것이며 나중에는 사람의 생각을 들을 수 있는 것으로 변화했다.
리플(일본어: リップル) / 사자나미 카노(일본어: 細波 華乃)
성우 - 누마쿠라 마나미
혼자 생활하고 있는 고등학교 2학년 여자아이로 사회성이 부족하며 차가운 성격이다. 마법소녀일 때에는 닌자 의상을 입고 있다. 스노우화이트와 함께 무인편에서 생존하지만, 한쪽 눈과 팔을 잃고 만다. 이후 스노우화이트를 보호하게 된다. 마법은 수리검을 던졌을 때 백발백중인 것이다.

### 사망자
네무링(일본어: ねむりん) / 산죠 네무(일본어: 三条 合歓)
성우 - 하나모리 유미리
게으른 니트 24세 여성으로 사람들을 도와주는 것을 즐긴다. 마법소녀일 때에는 파자마를 입고 있다. 작중에서 1번째로 죽는 마법소녀이며 매지컬 캔디 개수가 가장 적어서 죽는다. 마법은 다른 사람의 꿈 속에 들어갈 수 있는 것이다.
룰러(일본어: ルーラ) / 모쿠오 사나에(일본어: 木王 早苗)
성우 - 히카사 요코
20대의 여자 회사원으로 거만한 성격. 마법소녀일 때에는 공주 모습을 하고 있다. 작중에서 2번째로 죽는 마법소녀이며 스윔스윔에게 배신당해 매지컬 캔디 개수가 가장 적어서 죽는다. 마법은 다른 사람을 조종하는 것이다. 단 명령을 받는 사람과의 거리가 5미터 이내여야 하며 일정한 시간 동안 포즈를 취해야 한다.
라 퓌셀(일본어: ラピュセル) / 키시베 소타(일본어: 岸辺 颯太)
성우-타도코로 아즈사
스노우화이트의 소꿉친구로 남자지만 마법소녀를 좋아하며, 변신하면 완전히 여자로 바뀐다. 마법소녀일 때에는 용기사 모습을 하고 있다. 작중에서 3번째로 죽는 마법소녀이며 크람베리에게 죽임을 당한다. 마법은 검의 크기를 자유자재로 바꿀 수 있는 것이다.
매지컬로이드 44(일본어: マジカロイド44) / 안도 마코토(일본어: 安藤 真琴)
성우 - 아라이 사토미
15세의 여자아이로 돈을 좋아하고 현재 중학교를 그만두고 집에서 가출한 상태이며, 사람들을 도와주는 것보다는 자신의 이익을 챙기는 것을 더 중요하게 생각한다. 마법소녀일 때에는 로봇 모습을 하고 있다. 작중에서 4번째로 죽는 마법소녀이며 스노우화이트를 죽이려다 하드고어 앨리스에게 죽임을 당한다. 마법은 어떤 도구든지 꺼낼 수 있는 것이며 하늘을 날 수 있다.
유나엘(일본어: ユナエル) / 아마사토 유나(일본어: 天里 優奈)
성우 - 마츠다 스츠미
'피키 엔젤스' 중 동생이며 룰러 팀 소속인 마법소녀. 마법소녀일 때에는 천사 모습을 하고 있다. 어린아이처럼 행동하지만 사실은 여대생이다. 작중에서 5번째로 죽는 마법소녀이며 베스 윈터프리즌에게 죽임을 당한다. 마법은 어떠한 생명체로든지 변할 수 있는 것이다.
베스 윈터프리즌(일본어: ヴェスウィンターリズン) / 아슈 시즈쿠(일본어: 亜柊 雫)
성우 - 코바야시 유우
시스터 나나와 연인 사이인 여대생이며 N시에 있는 마법소녀 중 가장 강력하다고 알려져 있다. 마법소녀일 때에는 두꺼운 겨울 코트와 머플러를 입고 있다. 작중에서 6번째로 죽는 마법소녀이며 피키 엔젤스와 스윔스윔의 공격으로 인해 과다출혈로 죽는다. 마법은 어디든지 벽을 만들어 낼 수 있는 것이다.
켈러미티 메어리(일본어: カラミティメアリ) / 야마모토 나오코(일본어: 山本 奈緒子)
성우 - 이노우에 키쿠코
39세의 중년 여성이며 N시의 범죄자 조직에 고용되었다. 마법소녀일 때에는 건맨 차림을 하고 있으며 카우보이 모자를 쓰고 있다. 작중에서 7번째로 죽는 마법소녀이며 리플이 던진 유리 조각에 맞아서 죽는다. (애니판에서는 리플이 유리로 시선을 돌리고 수리검을 머리에 던져서 죽는다.) 마법은 무기를 만들어 낼 수 있는 것이다.
톱스피드(일본어: トップスピード) / 무로타 츠바에(일본어: 室田 つばめ)
성우 - 우치야마 유미
활기찬 성격의 마법소녀이며 1인칭으로 오레를 쓴다. 마법소녀일 때에는 마녀 차림을 하고 있다. 본모습은 19세의 임산부이다. 작중에서 8번째로 죽는 마법소녀이며 스윔스윔에게 공격당해 뱃속의 아기와 함께 죽는다. 마법은 빗자루를 타고 하늘을 날 수 있는 것이다.
시스터 나나(일본어: シスターナナ) / 하부타에 나나(일본어: 羽二重 奈々)
성우 - 하야미 사오리
다정한 성격의 마법소녀이며 베스 윈터프리즌과는 연인 사이이다. 마법소녀일 때에는 수녀 모습을 하고 있다. 본모습은 베스 윈터프리즌과 마찬가지로 여대생이다. 작중에서 9번째로 죽는 마법소녀이며 베스 윈터프리즌을 잃은 슬픔을 견디지 못해 자살한다. 마법은 사랑하는 사람의 힘을 강하게 하는 것이다.
하드고어 앨리스 / 하토다 아코(일본어: ハードゴア アリス)
성우 - 히다카 리나
가장 최근에 선택받은 중학교 1학년 여자아이. 마법소녀일 때에는 이상한 나라의 앨리스에 등장하는 앨리스의 블랙 버전의 드레스를 입고 있다. 원래 자살을 계획하였으나 스노우화이트를 만난 뒤 마음을 바꿨다. 작중에서 10번째로 죽는 마법소녀이며 변신 전 상태에서 스윔스윔에게 습격당해 죽는다. 마법은 아무리 다쳐도 곧 재생되는 것이다.
미나엘(일본어: ミナエル) / 아마사토 미나(일본어: 天里 美奈)
성우 - 마츠다 리사에
'피키 엔젤스' 중 언니이며 룰러 팀 소속인 마법소녀. 마법소녀일 때에는 천사 모습을 하고 있다. 어린아이처럼 행동하지만 사실은 여대생이다. 그러나 유나엘이 죽은 뒤 잔인해진다. 작중에서 11번째로 죽는 마법소녀이며 스윔스윔에 의해 죽는다. 마법은 어떠한 비생명체로든지 변할 수 있는 것이다.
숲의 음악가 크람베리(일본어: 森の音楽家クラムベリープ)
성우 - 오가타 메구미
N시의 바깥쪽에서 활동하고 있는 마법소녀. 마법소녀일 때에는 풀과 꽃으로 장식된 의상을 입고 있는 엘프 모습을 하고 있다. 사실 어릴 적 선발시험에 악마가 폭주하여 크람베리를 제외한 모두를 죽이고, 결국 크람베리가 악마를 죽이고 나서 이것에 즐거움을 느끼고 마법소녀들을 상대로 데스 게임을 만든 것이었다. 한마디로 크람베리가 모든 일의 원흉이었던 것이다. 작중에서 12번째로 죽는 마법소녀이며 타마에게 공격당해 죽는다. 마법은 소리 파동을 만들어 내는 것이다.
타마(일본어: たま) / 이누보자키 타마(일본어: 犬吠埼 珠)
성우 - 니시 아스카
소심하고 겁이 많은 중학생 여자아이로 룰러 팀 소속이다. 마법소녀일 때에는 개 의상을 입고 있다. 작중에서 13번째로 죽는 마법소녀이며 스윔스윔에게 공격당해 죽는다. 마법은 어디에든지 구멍을 만들어 낼 수 있는 것이다.
스윔스윔(일본어: スイムスイム) / 사카나기 아야나(일본어: 坂凪 綾名)
성우 - 미나세 이노리
과묵한 초등학교 1학년 여자아이로 룰러 팀 소속이다. 마법소녀일 때에는 하얀 수영복을 입고 있다. 원래는 룰러에게 충성스러웠지만 결국 룰러를 배신하여 죽이고 자신이 리더가 된다. 작중에서 14번째로 죽는 마법소녀이며 리플에게 죽는다. 마법은 어디든지 물처럼 스며들 수 있는 것이다. 다만 빛이나 소리에는 약하다.

## 소설
다카라지마샤에서 간행되고 있다.
| 타이틀 | 타이틀                         | 발매일           | 판형                          | ISBN                   |
| ------ | ------------------------------ | ---------------- | ----------------------------- | ---------------------- |
| 1      | 魔法少女育成計画               | 2012년 6월 8일   | 이 라이트 노벨이 굉장해! 문고 | ISBN 978-4-7966-8039-4 |
| 2      | 魔法少女育成計画 restart（前） | 2012년 11월 9일  | 이 라이트 노벨이 굉장해! 문고 | ISBN 978-4-8002-0182-9 |
| 3      | 魔法少女育成計画 restart（後） | 2012년 12월 10일 | 이 라이트 노벨이 굉장해! 문고 | ISBN 978-4-8002-0525-4 |
| 4      | 魔法少女育成計画 episodes      | 2013년 4월 10일  | 이 라이트 노벨이 굉장해! 문고 | ISBN 978-4-8002-0934-4 |
| 5      | 魔法少女育成計画 limited（前） | 2013년 11월 9일  | 이 라이트 노벨이 굉장해! 문고 | ISBN 978-4-8002-1849-0 |
| 6      | 魔法少女育成計画 limited（後） | 2013년 12월 9일  | 이 라이트 노벨이 굉장해! 문고 | ISBN 978-4-8002-1852-0 |
| 7      | 特別編集版 魔法少女育成計画    | 2014년 5월 30일  | 사륙판                        | ISBN 978-4-8002-2766-9 |
| 8      | 魔法少女育成計画 JOKERS        | 2014년 8월 9일   | 이 라이트 노벨이 굉장해! 문고 | ISBN 978-4-8002-3070-6 |
| 9      | 魔法少女育成計画 ACES          | 2015년 9월 10일  | 이 라이트 노벨이 굉장해! 문고 | ISBN 978-4-8002-4586-1 |
| 10     | 魔法少女育成計画 episodesφ     | 2016년 4월 9일   | 이 라이트 노벨이 굉장해! 문고 | ISBN 978-4-8002-5443-6 |

## 만화
마법소녀 육성계획
〈월간 콤프 에이스〉 2014년 11월호부터 2015년 12월호까지 연재되었다. 작화는 에도야 포치.
|   | 발매일          | ISBN                   |
| - | --------------- | ---------------------- |
| 1 | 2015년 6월 26일 | ISBN 978-4-04-103140-7 |
| 2 | 2016년 3월 26일 | ISBN 978-4-04-103867-3 |
마법소녀 육성계획 restart
〈월간 콤프 에이스〉 2016년 6월호부터 연재 중이다. 작화는 노리 센베이(海苔せんべい).
|   | 발매일          | ISBN                   |
| - | --------------- | ---------------------- |
| 1 | 2016년 9월 30일 | ISBN 978-4-04-104791-0 |
마법소녀 육성계획 F2P
〈이 만화가 굉장해! WEB〉에서 2016년 8월 29일부터 연재 중이다. 작화는 유즈키 료타. 원작자가 새로 쓴 오리지널 스토리로 진행된다.

## TV 애니메이션
2016년 10월부터 12월까지 AT-X・TOKYO MX・BS11에서 방영되었다.

### 주제가
오프닝 테마 「외쳐라」(叫べ)
작사・노래 - 누마쿠라 마나미 / 작곡・편곡 - WEST GROUND
엔딩 테마 「DREAMCATCHER」
작사・노래 - 나노 / 작곡・편곡 - WEST GROUND

### 각화 리스트
| 화수 | 원어 부제                       | 번역 부제                      | 그림 콘티                    | 연출                            | 작화감독 | 총작화감독                |
| ---- | ------------------------------- | ------------------------------ | ---------------------------- | ------------------------------- | --- | ------------------------- |
| #01  | 夢と魔法の世界へようこそ！      | 꿈과 마법의 세계에 어서오세요! | 하시모토 히로유키(橋本裕之)  | 하시모토 히로유키(橋本裕之)     | 코우노 코지(幸野浩二) | -                         |
| #02  | マジカルキャンディーを集めよう! | 매지컬 캔디를 모으자!          | 토카이린 신이치 (東海林真一) | 오오카와 타카시 (大河原崇)      | 후지타 아야노(藤田亜耶乃) 카네코 미사키(金子美咲) | 후지타 아야노             |
| #03  | バージョンアップのお知らせ!     | 버전 업 알림!                  | 사이토 노리아키 (齋藤徳明)   | 이토 후미오 (伊藤史夫)          | 이토 마유카(伊藤麻由加) 카지우라 신이치로(梶浦紳一郎) 코가시와 나유미(小柏奈弓) | 코우노 코지               |
| #04  | フレンドを増やそう!             | 친구를 늘리자!                 | 카마타 유스케 (鎌田祐輔)     | 카마타 유스케 (鎌田祐輔)        | 핫토리 노리카즈(服部憲知) 요코야마 사유미(横山紗弓 | 후지타 아야노             |
| #05  | 新キャラを追加しました!         | 신캐릭터를 추가했습니다!       | 사이토 노리아키              | 스즈키 요시나리 (鈴木芳成)      | 스가와라 히로키(菅原浩喜) 사가라 리오(相良理央) 오가와 이치로(小川一郎) | 코우노 코지               |
| #06  | 激レアアイテムをゲットしよう!   | 초 레어 아이템을 겟하자!       | 유즈미 노리히데 (夕澄慶英)   | 유즈미 노리히데 (夕澄慶英)      | 타나자와 카오리(棚澤香織) 스기모토 리나(杉本里菜) | 후지타 아야노             |
| #07  | 親密度を上げよう!               | 친밀도를 올리자!               | 토카이린 신이치              | 사사하라 요시후미 (笹原嘉文)    | 히구치 히로미(樋口博美) 야마다 마사루(山田勝) | 코우노 코지               |
| #08  | ゲリライベント発生中!           | 게릴라 이벤트 발생중!          | 사이토 노리아키              | 오오카와 타카시 스즈키 요시나리 | 카네코 미사키 이토 마유카 코나가이 미나미(小長井美南) | 후지타 아야노             |
| #09  | ルール変更のお知らせ            | 룰 변경 공지                   | 토카이린 신이치              | 키노메 마사루 (木野目優)        | 스가와라 히로키 사가라 리오 이즈카 히데사토(飯塚英里) 카무라 히로유키(嘉村弘之) | 코우노 코지               |
| #10  | 乱入バトル確変中!               | 난입 배틀 확률 변동중!         | 카마타 유스케                | 카마타 유스케                   | 타나자와 카오리 스기모토 리나 코나가이 미나미 코우노 코지 | 후지타 아야노             |
| #11  | サーバーメンテナンス中です      | 서버 점검 중입니다             | 유즈미 노리히데              | 유즈미 노리히데                 | 카네코 미사키 히구치 히로미 코나가이 미나미 오누마 카츠스케(小沼克介) 나가타 하루나(永田陽菜) 난바 키요미(難波聖美) 야스카타 요시미(安形佳己) 이와사 토모코(岩佐とも子) 스기모토 리나 사가라 리오 | 코우노 코지 후지타 아야노 |
| #12  | File not found                  | File not found                 | 히사유키 히로카즈 (久行宏和) | 스즈키 요시나리                 | 이토 마유카 코나가이 미나미 카네코 미사키 스기모토 리나 타나자와 카오리 다나카 아야(田中彩) 스즈키 하루나(鈴木春香) 히구치 히로미 코우노 코지 후지타 아야노 야마다 마사루 이토 마사코(伊藤雅子)   | 코우노 코지 후지타 아야노 |

### BD / DVD
| 권 | 발매일               | 수록화          | 규격품번  | 규격품번   |
| 권 | 발매일               | 수록화          | BD 한정판 | DVD 한정판 |
| -- | -------------------- | --------------- | --------- | ---------- |
| 1  | 2016년 12월 21일     | 제1화 - 제3화   | VTZF-81   | VTZF-85    |
| 2  | 2017년 1월 25일 예정 | 제4화 - 제6화   | VTZF-82   | VTZF-86    |
| 3  | 2017년 2월 22일 예정 | 제7화 - 제9화   | VTZF-83   | VTZF-87    |
| 4  | 2017년 3월 22일 예정 | 제10화 - 제12화 | VTZF-84   | VTZF-88    |

### 내용주
1. ↑  文庫の『魔法少女育成計画』に、中編やイラストを追加したもの